# Битва на річці Сіть
Битва на річці Сіть, або Сітська битва — бій, що відбулося 4 березня 1238 року між військами великого володимирського князя Юрія Всеволодовича і туменом Бурундая на річці Сіть, притоці Мологи. Одна з центральних подій Західного походу монголів (1236—1242) і монгольської навали на Русь (1237—1240), Ключова битва монгольського походу на Північно-Східну Русь (1237—1238).
Після вторгнення у Велике князівство Володимирське монголів князь Юрій Всеволодович вирушив на Сіть збирати війська для оборони краю. Монголи, переслідуючи його пройшли від Углича до Сіті та раптово напали на володимирське військо. Монголам вдалось розбити передовий загін воєводи Дорожа, завдяки чому вони раптово з'явилися у таборі руських князів, які вступили в битву, не встигнувши завершити побудову.
Попри мужність воїнів, володимирське й союзні руські війська зазнали поразки. У битві загинули Юрій Всеволодович та інші союзні йому князі та воєводи. В результаті Сітської битви монголо-татари зломили опір князів руського північного сходу.